# City Bowl League 2020
La City Bowl League 2020 è la 6ª edizione dell'omonimo torneo di football americano.

## Squadre partecipanti
| Club                    | Città     | Stadio | Sponsor ufficiale | Risultato nella stagione 2019 |
| ----------------------- | --------- | ------ | ----------------- | ----------------------------- |
| Beijing Iron Brothers   | Pechino   |        |                   |                               |
| Changchun Icebreakers   | Changchun |        |                   |                               |
| Haikou Cruisers         | Haikou    |        |                   |                               |
| Hangzhou Ospreys        | Hangzhou  |        |                   |                               |
| Jiaxing Hornets         | Jiaxing   |        |                   |                               |
| Jinan Mammoths          | Jinan     |        |                   |                               |
| Kunming Seahawks        | Kunming   |        | Beck's            |                               |
| Nanchang Gun Cavalry    | Nanchang  |        |                   |                               |
| Nanjing Tigers          | Nanchino  |        |                   |                               |
| Shanghai Fudan Dragoons | Shanghai  |        |                   |                               |
| Shenyang Hunters        | Shenyang  |        |                   |                               |
| Tianjin Black Sails     | Tientsin  |        |                   |                               |
| Wuhan Griffins          | Wuhan     |        |                   |                               |

## Stagione regolare

### Calendario

#### 1ª giornata
| 22 agosto 2020 | Tianjin Black Sails | 0 – 35 | Jinan Mammoths |  |

| 22 agosto 2020 | Haikou Cruisers | 26 – 0 | Kunming Seahawks |  |

| 23 agosto 2020 | Shanghai Street Cats | 25 – 14 | Shanghai Titans |  |

#### 2ª giornata
| 30 agosto 2020 | Beijing Cyclones | 50 – 12 | Beijing Iron Brothers |  |

#### 3ª giornata
| 12 settembre 2020 | Shanghai Fudan Dragoons | 10 – 44 | Hangzhou Ospreys |  |

| 12 settembre 2020 | Changchun Icebreakers | 0 – 36 | Shenyang Hunters |  |

| 12 settembre 2020 | Kunming Seahawks | 0 – 34 | Nanjing Tigers |  |

#### 4ª giornata
| 19 settembre 2020 | Beijing Barbarians | 48 – 12 | Beijing Cyclones |  |

| 19 settembre 2020 | Jinan Mammoths | 22 – 0 | Nanchang Gun Cavalry |  |

| 20 settembre 2020 | Tianjin Black Sails | 28 – 0 | Beijing Iron Brothers |  |

#### 5ª giornata
| 17 ottobre 2020 | Nanjing Tigers | 14 – 32 | Shenyang Hunters |  |

#### 6ª giornata
| 25 ottobre 2020 | Hangzhou Ospreys | 16 – 8 | Jiaxing Hornets |  |

#### 7ª giornata
| 7 novembre 2020 | Nanchang Gun Cavalry | 28 – 20 | Jinan Mammoths |  |

#### 8ª giornata
| 15 novembre 2020 | Haikou Cruisers | 0 – 6 | Hangzhou Ospreys |  |

#### 9ª giornata
| 19 dicembre 2020 | Hangzhou Ospreys | 18 – 6 | Wuhan Griffins |  |

### Classifica
La classifica della regular season è la seguente:
- PCT = percentuale di vittorie, G = partite giocate, V = partite vinte,  P = partite perse, PF = punti fatti, PS = punti subiti

| Pos. | Squadra                 | PCT   | Punteggio | G | V | N | P | PF | PS |
| ---- | ----------------------- | ----- | --------- | - | - | - | - | -- | -- |
| 1    | Hangzhou Ospreys        | 1.000 | -         | 4 | 4 | 0 | 0 | 84 | 24 |
| 2    | Shenyang Hunters        | 1.000 | -         | 2 | 2 | 0 | 0 | 68 | 14 |
| 3    | Beijing Barbarians      | 1.000 | -         | 1 | 1 | 0 | 0 | 48 | 12 |
| 4    | Shanghai Street Cats    | 1.000 | -         | 1 | 1 | 0 | 0 | 25 | 14 |
| 5    | Jinan Mammoths          | .667  | -         | 3 | 2 | 0 | 1 | 77 | 28 |
| 6    | Haikou Cruisers         | .500  | -         | 2 | 1 | 0 | 1 | 26 | 6  |
| 7    | Nanjing Tigers          | .500  | -         | 2 | 1 | 0 | 1 | 48 | 32 |
| 8    | Beijing Cyclones        | .500  | -         | 2 | 1 | 0 | 1 | 62 | 60 |
| 9    | Tianjin Black Sails     | .500  | -         | 2 | 1 | 0 | 1 | 28 | 35 |
| 10   | Nanchang Gun Cavalry    | .500  | -         | 2 | 1 | 0 | 1 | 28 | 42 |
| 11   | Jiaxing Hornets         | .000  | -         | 1 | 0 | 0 | 1 | 8  | 16 |
| 12   | Shanghai Titans         | .000  | -         | 1 | 0 | 0 | 1 | 14 | 25 |
| 13   | Wuhan Griffins          | .000  | -         | 1 | 0 | 0 | 1 | 6  | 18 |
| 14   | Shanghai Fudan Dragoons | .000  | -         | 1 | 0 | 0 | 1 | 10 | 44 |
| 15   | Changchun Icebreakers   | .000  | -         | 1 | 0 | 0 | 1 | 0  | 36 |
| 16   | Kunming Seahawks        | .000  | -         | 2 | 0 | 0 | 2 | 0  | 60 |
| 17   | Beijing Iron Brothers   | .000  | -         | 2 | 0 | 0 | 2 | 12 | 78 |

## Verdetti
- TBD Campioni della CBL 2020